# Jsem božská
Jsem božská (v anglickém originále I Feel Pretty) je americký komediální film z roku 2018. Režie a scénáře se ujali Abby Kohn a Marc Silverstein. Ve snímku hrají hlavní role Amy Schumer, Michelle Williamsová, Emily Ratajkowski, Rory Scovel, Aidy Bryant, Busy Philipps, Tom Hopper, Naomi Campbell a Lauren Hutton. Film vypráví příběh o nejisté ženě, které po úrazu hlavy získá veliké sebevědomí a věří, že je neuvěřitelně atraktivní. Film měl premiéru ve Spojených státech dne 20. dubna 2018. V České republice bude mít premiéru dne 21. června 2018. Film získal smíšené recenze od kritiků. Celosvětově vydělal přes 94 milionů dolarů.

## Obsazení
- Amy Schumer jako Renee Barrett
- Michelle Williamsová jako Avery LeClaire, ředitelka kosmetické společnosti, pro kterou Renee pracuje
- Emily Ratajkowski jako Mallory, žena, ke které Renee vzhlíží kvůli její kráse
- Rory Scovel jako Ethan, Renee objekt lásky
- Aidy Bryant jako Vivian, Renee kamarádka
- Busy Philipps jako Jane, Renee kamarádka
- Naomi Campbell jako Helen
- Lauren Hutton jako Lily LeClaire, Avery babička
- Tom Hopper jako Grant LeClaire, Avery bratr
- Sasheer Zamata jako Tasha
- Dave Attell jako opravdu opálený muž
- Adrian Martinez jako Mason

## Přijetí

### Tržby
Film vydělal 48,8 milionů dolarů v Severní Americe a 45,7 milionů dolarů v ostatních oblastech, celkově tak vydělal 94,6 milionů dolarů po celém světě. Rozpočet filmu činil 32 milionů dolarů. Film byl vydán společně s filmy Traffik a Superpoldové 2, byl projektován výdělek 13–15 milionů dolarů z 3 440 kin, ve kterých se první víkend promítal. Za první víkend získal třetí nejvyšší návštěvnost a vydělal 16 milionů dolarů. Umístil se za filmy Tiché místo a Rampage Ničitelé. Premiérový výdělek byl nejmenší z předchozích dvou filmů Amy Schumer v hlavní roli Vykolejená (30 milionů dolar) a Dámská jízda (19,5 milionů dolarů).

### Recenze
Film získal spíše smíšenou recenze od kritiků. Na recenzní stránce Rotten Tomatoes získal z 130 započtených recenzí 34 procent s průměrným ratingem 5,1 bodů z deseti. Na serveru Metacritic snímek získal z 42 recenzí 47 bodů ze sta.